# Joan Brescó
Joan Brescó (Girona) fou un organista de la Catedral de Girona a partir de 1474.
Abans d'iniciar el seu mestratge a la seva Girona natal, Brescó va ser organista de l'església gòtica de Sant Joan de Perpinyà.
Brescó va assumir el magisteri de Pere Pons, organista de Vic,el 1473. Després que Pons no complís el seu contracte amb el Capítol. Com a conseqüència, va ser rellevat del magisteri el 1474, sent Brescó l'ocupant d'aquest carrec.
Aquest fet resulta molt rellevant per veure que, malgrat la Guerra Civil Catalana (1462 - 1472) i la cessió dels comtats del Rosselló i la Cerdanya per part de Joan II en favor de Lluís XI, va fer que els intercanvis musicals entre les ciutats de Girona i Perpinyà continuesin donant-se com havia estat tradicionalment gràcies a la precencia d'orgnaistes com Joan Brescó.